# Fluorine
Ne pas confondre avec Fluor, dont « Fluorine » est le nom anglais
La fluorine (ou fluorite) est une espèce minérale composée de fluorure de calcium, de formule idéale CaF2 mais comportant des traces de Y, Ce, Si, Al, Fe, Mg, Eu, Sm, O, Cl et composés organiques. Les différents ions en traces sont à l'origine des multiples couleurs et zonations colorées rencontrées pour ce minéral.

## Historique de la description et appellations

### Inventeur et étymologie
Connue depuis l'Antiquité, c'est la description de Georgius Agricola en 1529 qui fait référence. Le terme « fluorite » est du naturaliste Napione. Son nom vient du latin fluere qui veut dire fondant (qui coule).

### Topotype
Le topotype se situe à Sankt-Joachimsthal, Erzgebirge (République tchèque).

### Synonymes
Il existe plusieurs synonymes pour cette espèce minérale :
- androdamant ;
- bruiachite (Macadam, 1886)[6] ;
- chaux fluatée (nom chimique précis mais désuet, proposé par René Just Haüy en 1801) ;
- chrome-fluorite, terme inapproprié pour une fluorine verte d'Amérique du Sud[7] ;
- derbyshire spar, terme purement anglais en référence au célèbre gisement de ce minéral ;
- fluor calcium (Berzélius) ;
- fluores (Anselmus Boëtius de Boodt, 1609)[8] ;
- fluorine (François Sulpice Beudant, 1835)[9] ;
- liparite (Ernst Friedrich Glocker, 1847)[10] ;
- spath fluor (Mongès) (reste son nom usuel dans l'industrie) ;
- spath fusible (Jean-Baptiste Romé de L'Isle, 1772).

## Caractéristiques physico-chimiques

### Critères de détermination
La détermination est facile si la fluorite est cristallisée, par son habitus le plus fréquemment en cube et par son clivage caractéristique.
D'éclat vitreux, elle est transparente à translucide. Sa couleur est très variée, en fonction des traces d'éléments qu'elle contient. Elle est fluorescente lorsqu'elle est éclairée par un rayonnement ultraviolet. Son trait est blanc.
Sa dureté (4) sert de référence pour l'échelle de Mohs. Sa cassure est conchoïdale, esquilleuse et irrégulière.
Comme tous les minéraux contenant du calcium, elle colore la flamme d'un orange-rouge caractéristique de ce métal. Chauffée, elle décrépite en une poudre blanche. On la dissout dans l'acide sulfurique H2SO4 pour produire du fluorure d'hydrogène HF, gaz toxique et corrosif.

### Variétés et mélanges

#### Variétés

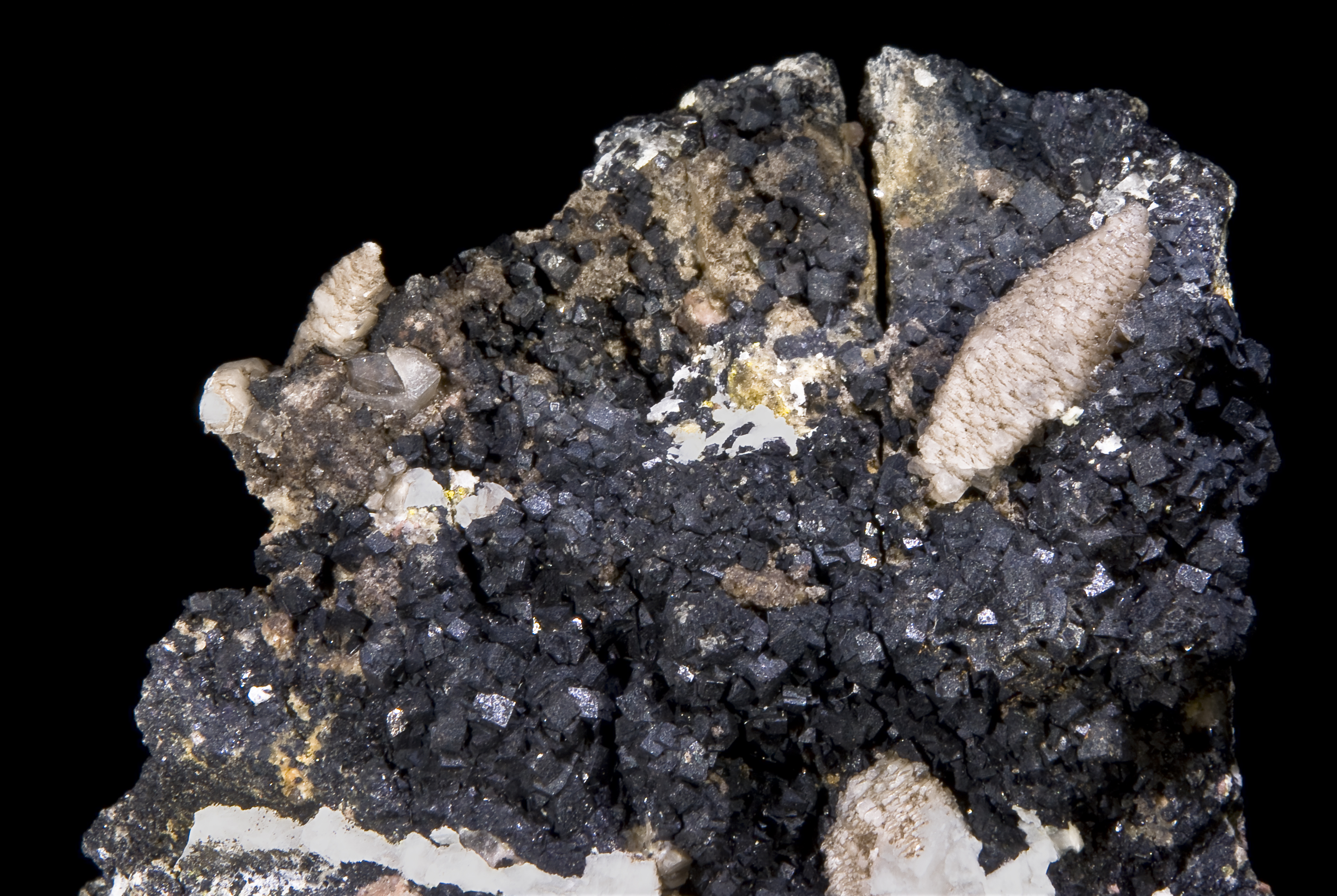
Antozonite et calcite, mine de Margnac (France).

- Antozonite[11] (synonyme : fluorite fétide), variété de fluorite, violet foncé à noire (le plus souvent opaque), contenant du fluor à l’état gazeux, par bombardement de rayons α naturels, dans les dépôts thorium-uranium. L’écrasement du matériel libère ce gaz avec une odeur d’ozone (le fluor gazeux réagit avec l’humidité naturelle de l’air pour donner de l’ozone et de l’hydrogène fluoré. Elle fut décrite par Schönbein en 1861, à partir des échantillons de Wölsendorf, Schwandorf, Haut-Palatinat, en Bavière, Allemagne. En France elle se rencontre à Margnac, Compreignac, Haute-Vienne, dans le Limousin[12].
- Chlorophane, variété de fluorine qui présente une forte thermoluminescence, trouvée initialement en Sibérie[13].
- Yttrofluorite, variété riche en yttrium qui vient remplacer partiellement le calcium. Elle a été déclassée par l'IMA en 2006 de son rang d'espèce à celui de simple variété de fluorine. Sa formule idéale est (Ca,Y)F2-3. Elle fut décrite à partir des échantillons de Hundholmen, Tysfjord, Nordland, Norvège[14], par Th. Vogt en 1914.

#### Mélanges
- Fluorbaryte, mélange de fluorine et de baryte décrit par J.F.L. Hausmann en 1847[15].
- Ratofkite[16], fluorine terreuse connue dans la haute région de la Volga en Russie et décrite par Fischer en 1809 ; le nom dérive de la rivière Ratofka. C'est en fait un mélange de diverses espèces minérales où la fluorine est majoritaire.

### Cristallographie

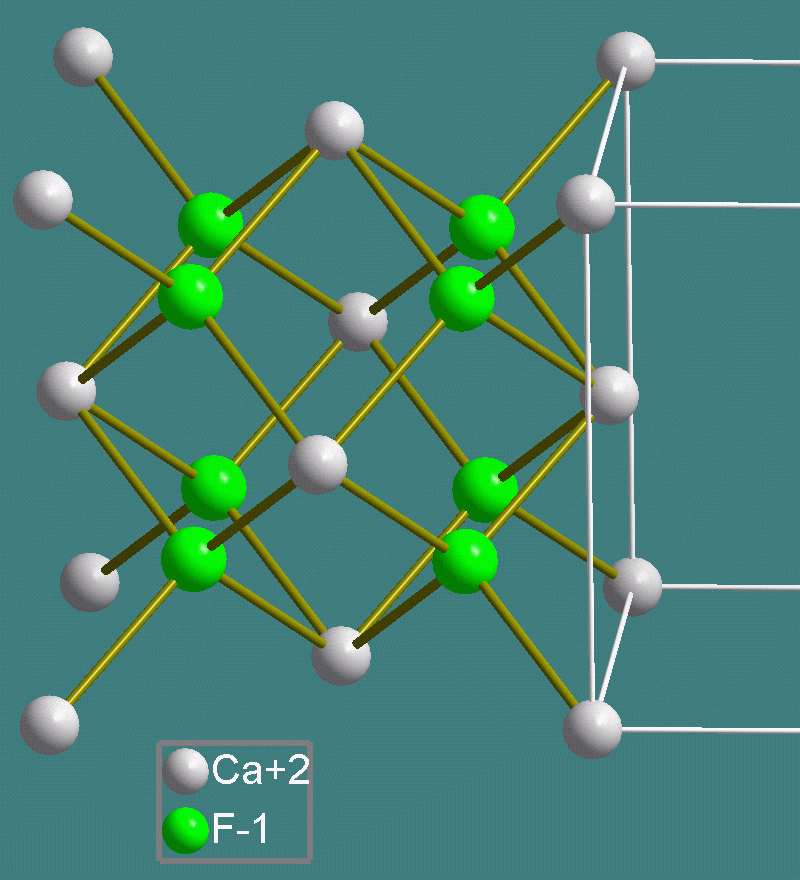
Structure de la fluorine. Gris : calcium, vert : fluor.

La fluorite est un assemblage d'ions Ca2+ et F−. Les anions F− sont deux fois plus nombreux que les cations Ca2+.
La fluorite cristallise dans le système cristallin cubique, de groupe d'espace Fm3m (Z = quatre unités formulaires par maille conventionnelle) :
- paramètre de maille : a = 5,463 Å (volume de la maille V = 163,03 Å3) ;
- masse volumique calculée = 3,18 g/cm3.

La structure de la fluorite correspond à un remplissage d'une structure hôte. Les anions F− forment un réseau cubique simple dans lequel les cations Ca2+ occupent la moitié des sites cubiques. Les cations et les anions ont à peu près la même taille. Il est aussi possible d'inverser les rôles des cations et des anions et de considérer que les cations Ca2+ forment un réseau hôte cubique à faces centrées et les anions F− occupent tous les sites tétraédriques. Ces deux visions sont équivalentes.
La structure de la fluorite peut être assimilée à deux sous-réseaux : les cations Ca2+ forment un sous-réseau cubique à faces centrées et les anions F− forment un sous-réseau cubique primitif.
Dans la structure de la fluorite :
- la coordinence des cations Ca2+ est de 8 : cubes CaF8 ;
- la coordinence des anions F− est de 4 : tétraèdres FCa4.

### Propriétés physiques

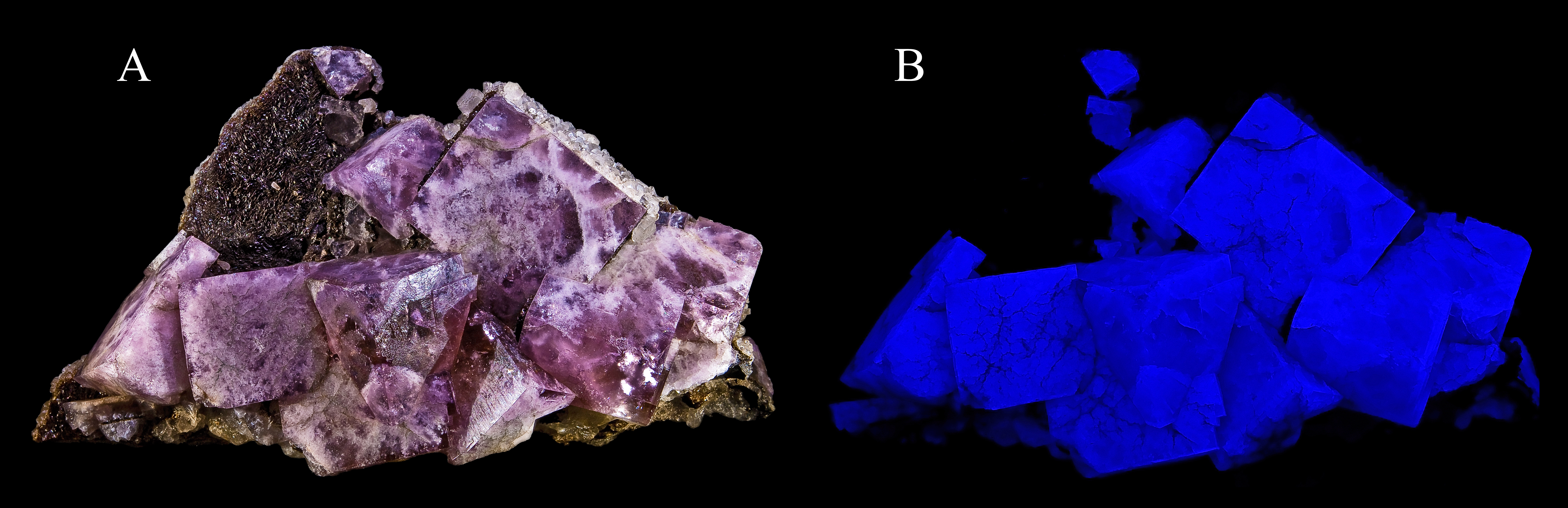
Fluorescence.
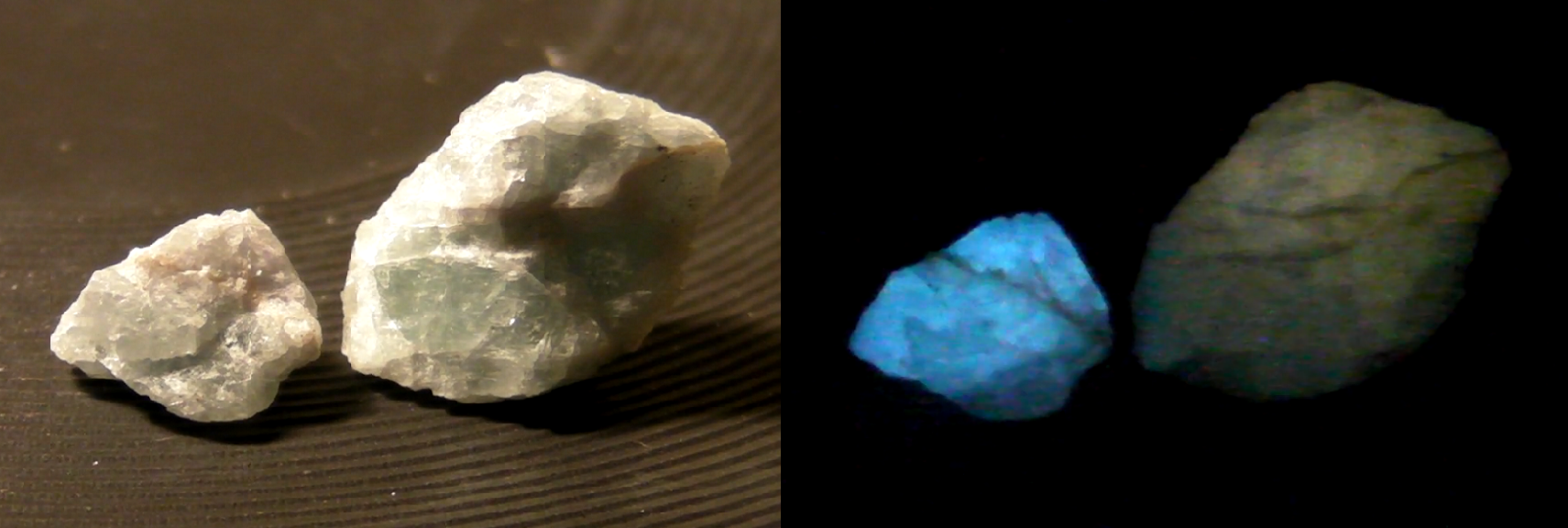
Thermoluminescence de la fluorine.

La fluorite peut présenter les phénomènes de fluorescence, triboluminescence et thermoluminescence.
La fluorite est largement utilisée pour traiter ou réaliser des lentilles pour l'astronomie et les objectifs photo, car elle permet de limiter les aberrations chromatiques.

## Gîtes et gisements

### Gîtologie et minéraux associés
La fluorite est un minéral des dépôts de basse température, le plus souvent sous forme de filon. On la trouve aussi comme dépôt dans les granites ou des roches métamorphiques comme le gneiss.
Elle est particulièrement associée aux minéraux métalliques : les sulfures de plomb, de zinc et d'argent, où elle forme une partie de la gangue. Elle peut être associée alors avec de la barytine, du quartz et de la calcite.

### Réserves mondiales
Des gisements de fluorite sont connus dans plus de 9 000 zones dans le monde. Les réserves mondiales sont estimées à 230 Mt (millions de tonnes), principalement en Afrique du Sud (environ 41 Mt), au Mexique (32 Mt) et en Chine (24 Mt).
Le principal producteur est la Chine (environ 3 Mt/an en 2010), suivie par le Mexique (1,0 Mt/an), la Mongolie (0,45 Mt/an), la Russie (0,22 Mt/an), l'Afrique du Sud (0,13 Mt/an), l'Espagne (0,12 Mt/an) et la Namibie (0,11 Mt/an).

### Gisements producteurs de spécimens remarquables
- Angleterre

Boltsburn Mine, Rookhope District, Weardale, North Pennines, Co. Durham
- France

Valzergues, Aveyron, Midi-Pyrénées
Mine de Peyrebrune, commune de Réalmont, Tarn, Midi-Pyrénées (anciennes mines)
Mine du Burg (ou du Burc), communes d'Alban et Le Fraysse, Tarn, Midi-Pyrénées
Mines du Moulinal. Communes de Rayssac & Mont-Roc (Tarn, anciennes mines) Proches du site du Sidobre, le plus grand site d'exploitation de granit. Ces anciennes mines sont en cours de réhabilitation durable
Le Beix, Puy-de-Dôme, Auvergne
L'Aiguille Verte, massif du Mont-Blanc, Haute-Savoie : fluorites rouges, vertes. La « fluorite Laurent », découverte par le cristallier Christophe Peray le 21 juillet 2006 dans une géode typique des montagnes de Chamonix, présente l'association unique de fluorite rouge framboise (couleur due à des défauts appelés « centres colorés » et irradiés naturellement) et de quartz fumé. C'est la première pierre à être reconnue « bien culturel d’intérêt patrimonial majeur » (loi du 1er août 2003 relative au mécénat), permettant ainsi de la faire classer dans la collection du Muséum national d'histoire naturelle et de la rendre inaliénable.
- Maroc

Mine d'El Hammam, mont Hammam, préfecture de Meknès, région de Meknès-Tafilalet

## Exploitation des gisements
En dehors de son utilisation ornementale, elle est utilisée comme fondant par les fabricants d'acier, dans la fabrication de la fibre de verre et du verre opale et surtout pour la production d'acide fluorhydrique et de produits fluorés dérivés, dont le fluorure d'aluminium, utilisé pour corriger le bain électrolytique lors la production d'aluminium métal.
Le fluorure de calcium est également utilisé dans l'optique instrumentale, les propriétés de ce solide cristallin étant notoirement meilleures que celles des verres connus, notamment en termes de transmission, de réfraction et de dispersion chromatique.
Le fluorure de calcium (CaF2) s'obtient sous forme de monocristal cubique obtenu sous vide par la méthode de Stockbarger. Sa transmission est bonne de l'ultraviolet dans le vide à l'infrarouge. Son excellente transmission des UV jusqu'à 170 nm et ses propriétés non biréfringentes en font un matériau idéal pour la transmission de l'UV à courte longueur d'onde. Le CaF2 pour l'infrarouge est obtenu à un coût nettement moindre à partir de fluorite extraite de mines naturelles. Le CaF2 étant sensible aux chocs thermiques, il doit être manipulé avec précaution. Bien que de faible dureté, elle peut être taillée.

## Galerie photographique

### France

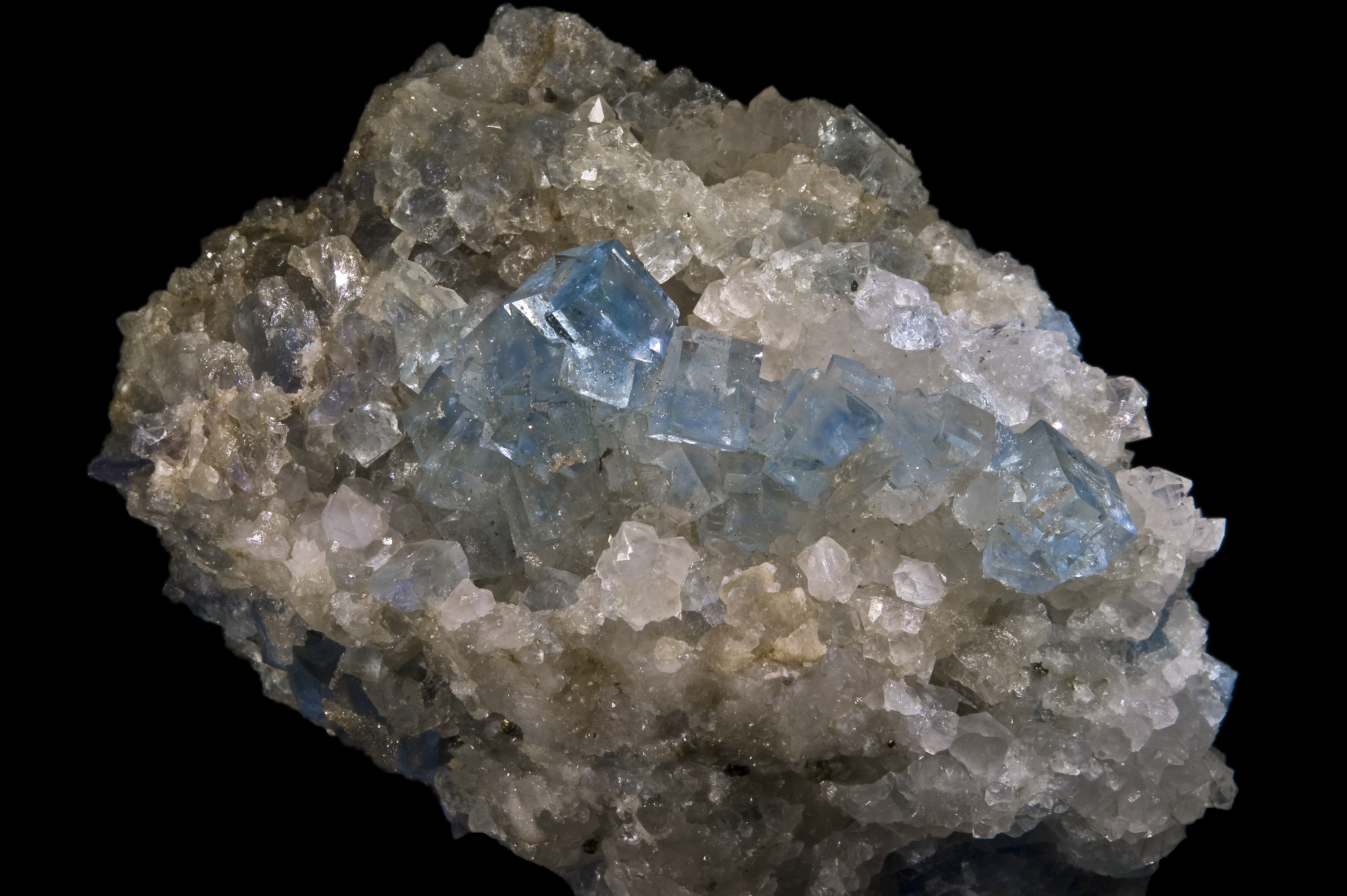
Fluorine sur quartz (Le Beix, France) (10 × 7 cm).
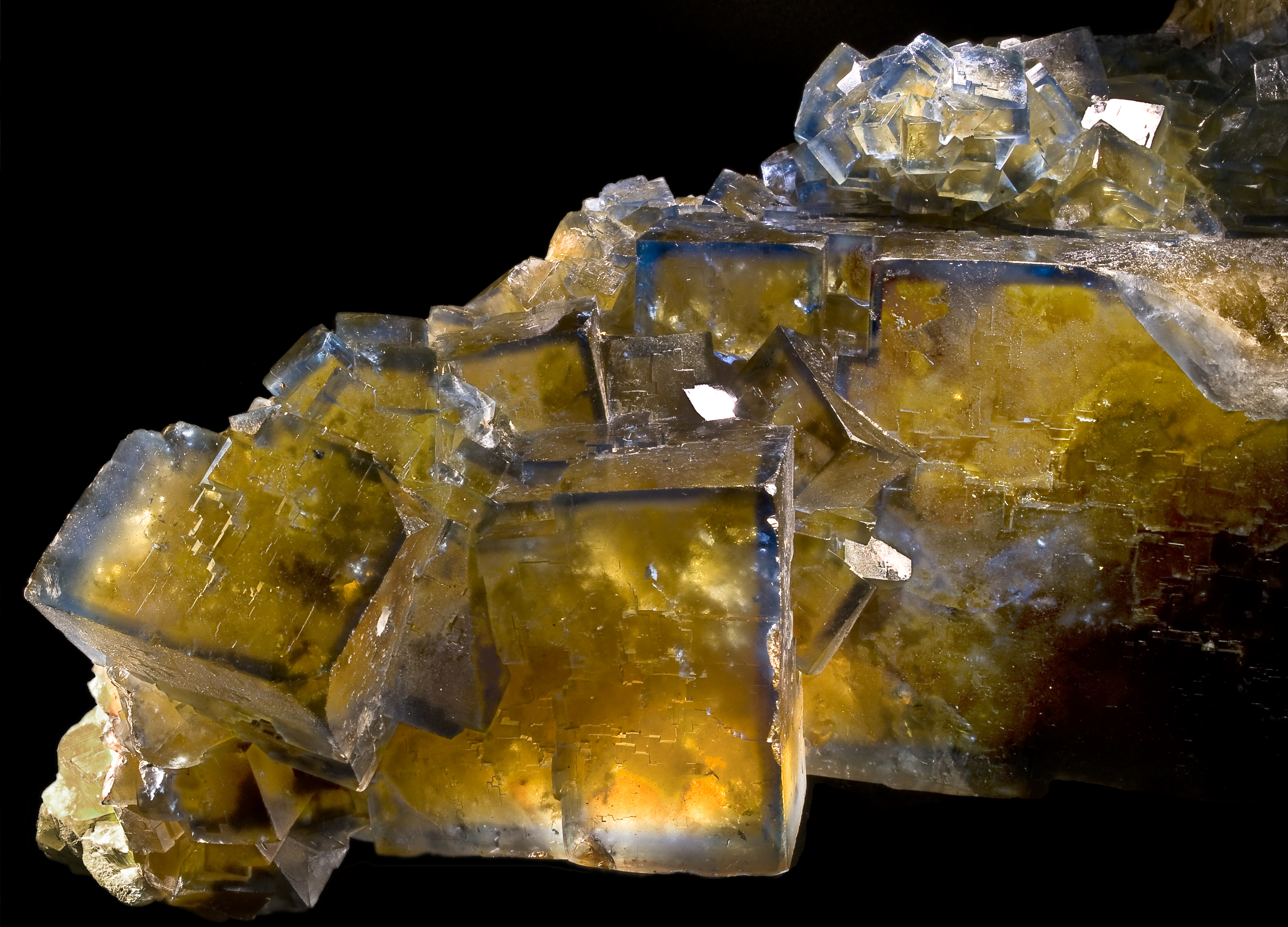
Fluorine zonée (Valzergues, Aveyron, France) (39 × 20 cm).
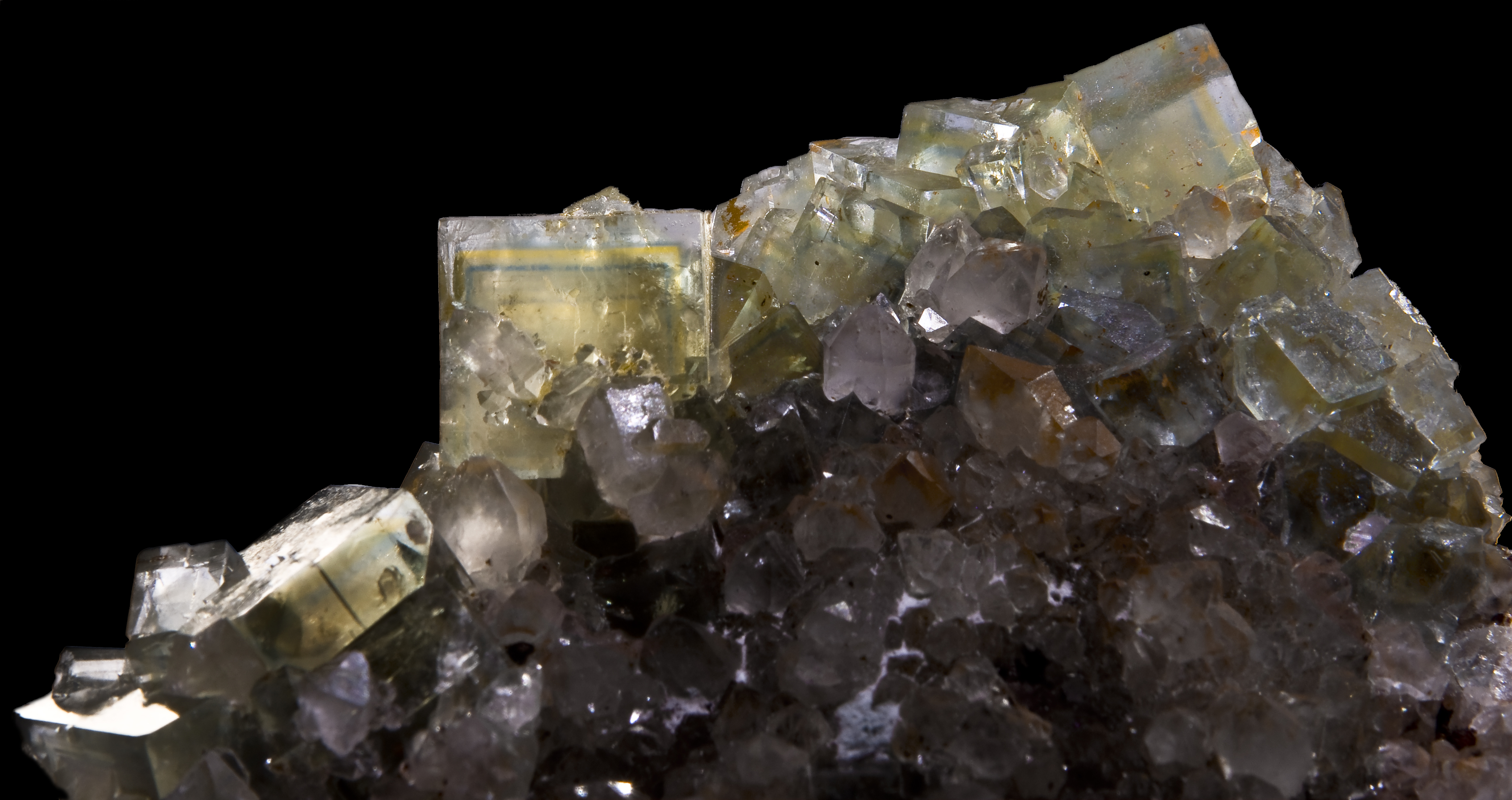
Fluorine zonée (Valzergues, Aveyron, France) (8,2 × 4 cm).

### Monde

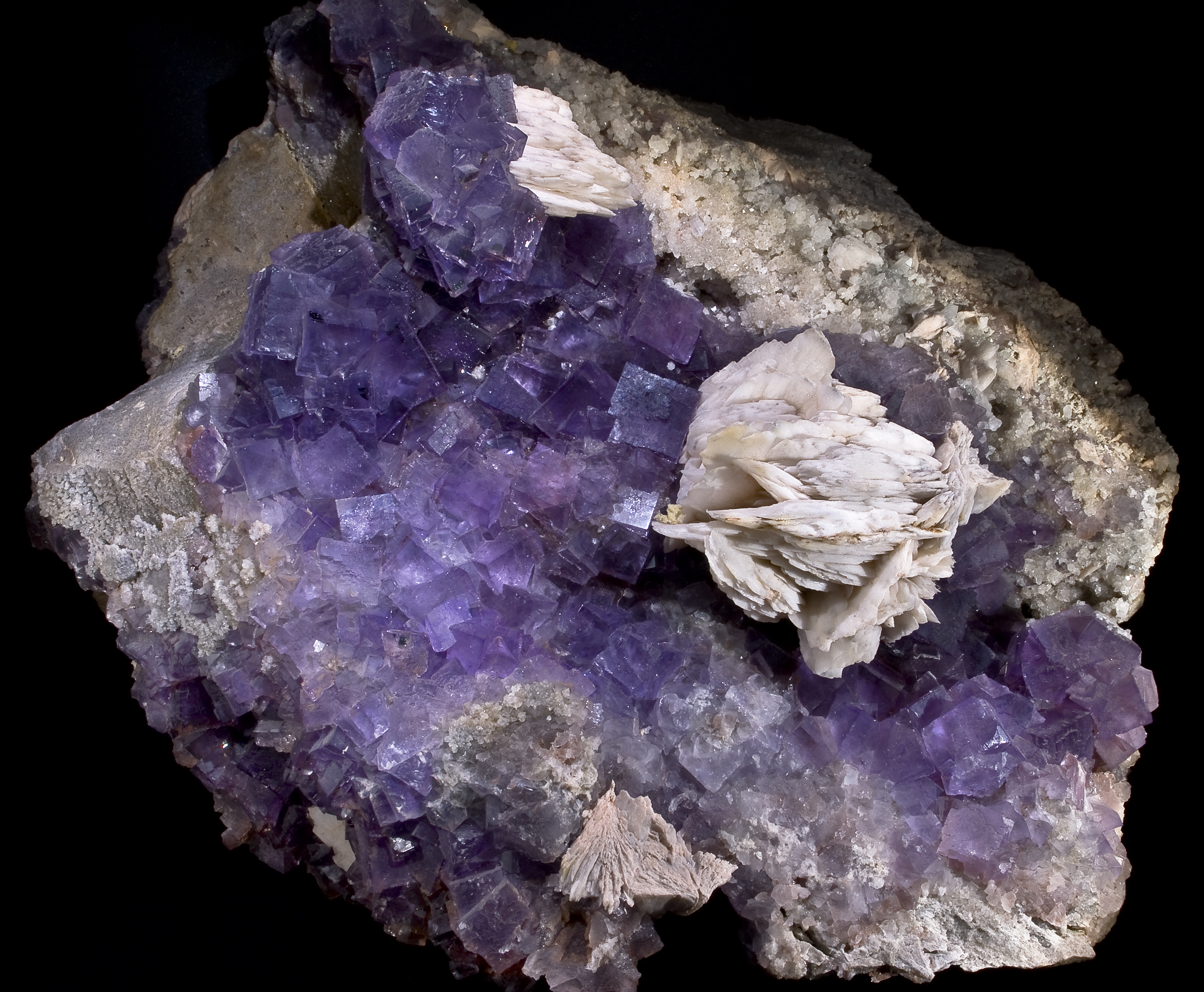
Fluorine et baryte, mine de Berbes, Espagne (34 × 28 cm).
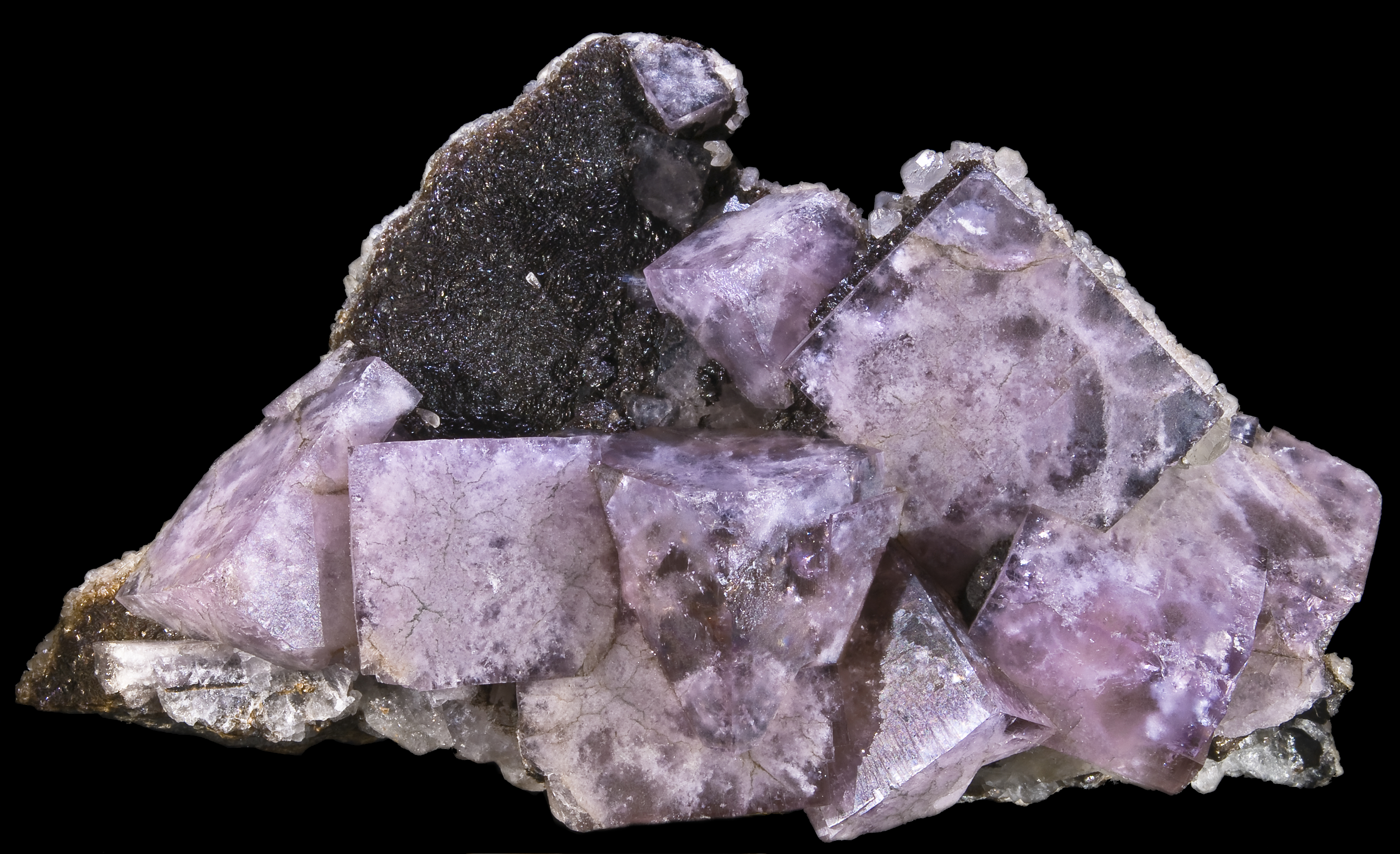
Fluorine, mine Boltsburn, Angleterre (15 × 8 cm).
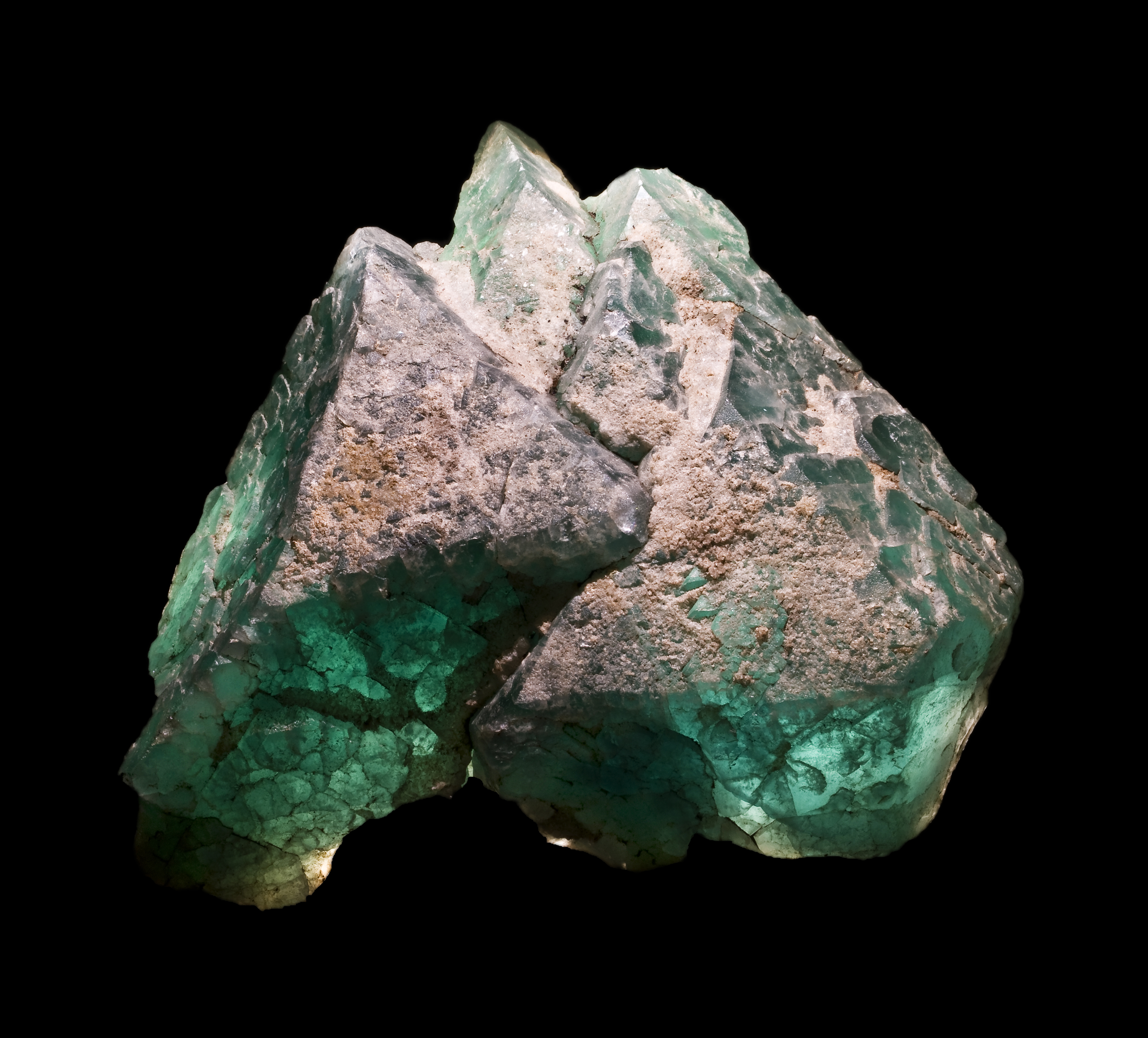
Fluorine, El Hammam, Maroc (29 × 28 cm).

### Gemme et divers

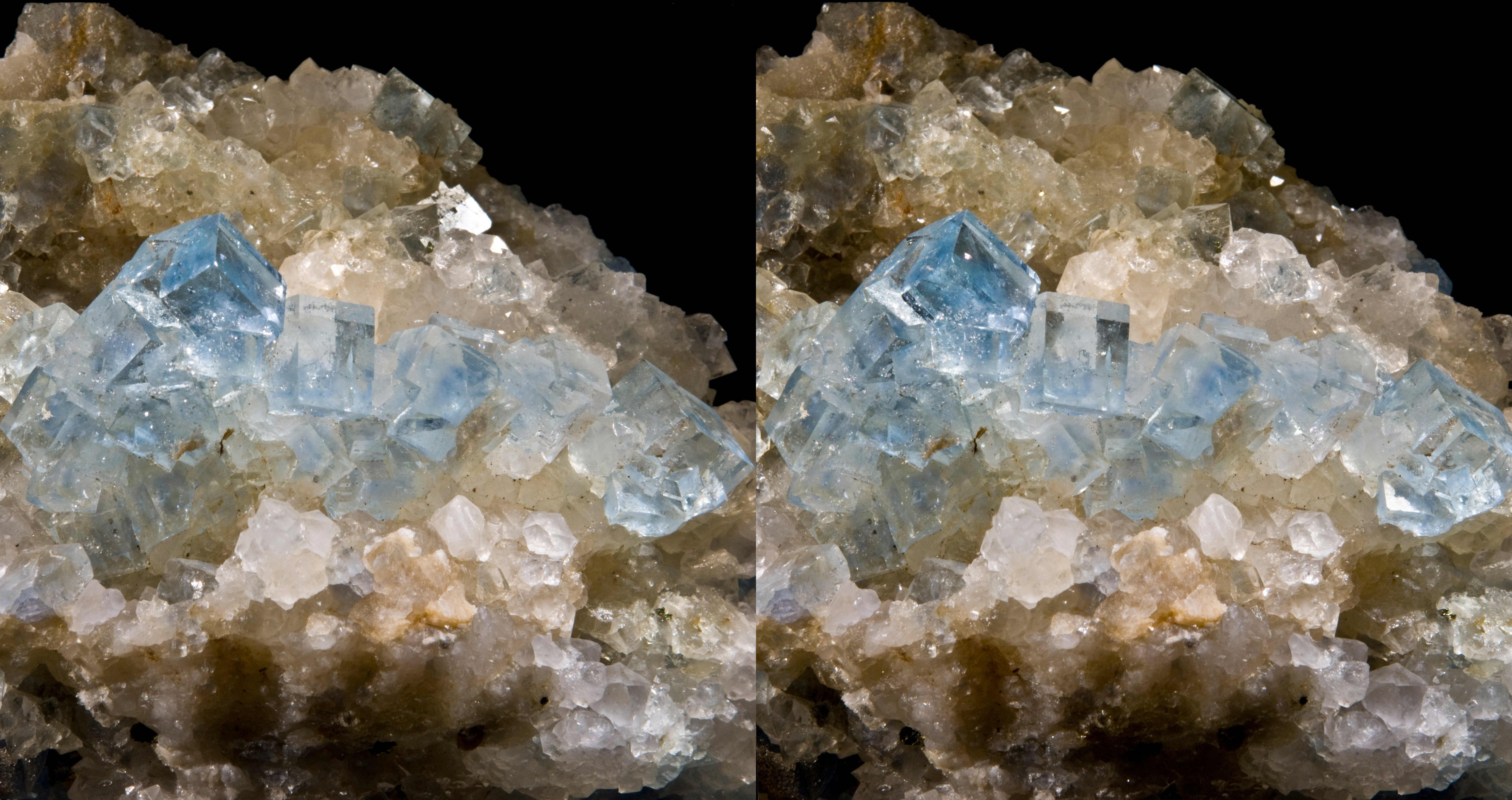
Image stéréoscopique : fluorine et quartz, Le Beix, Puy-de-Dôme, France.
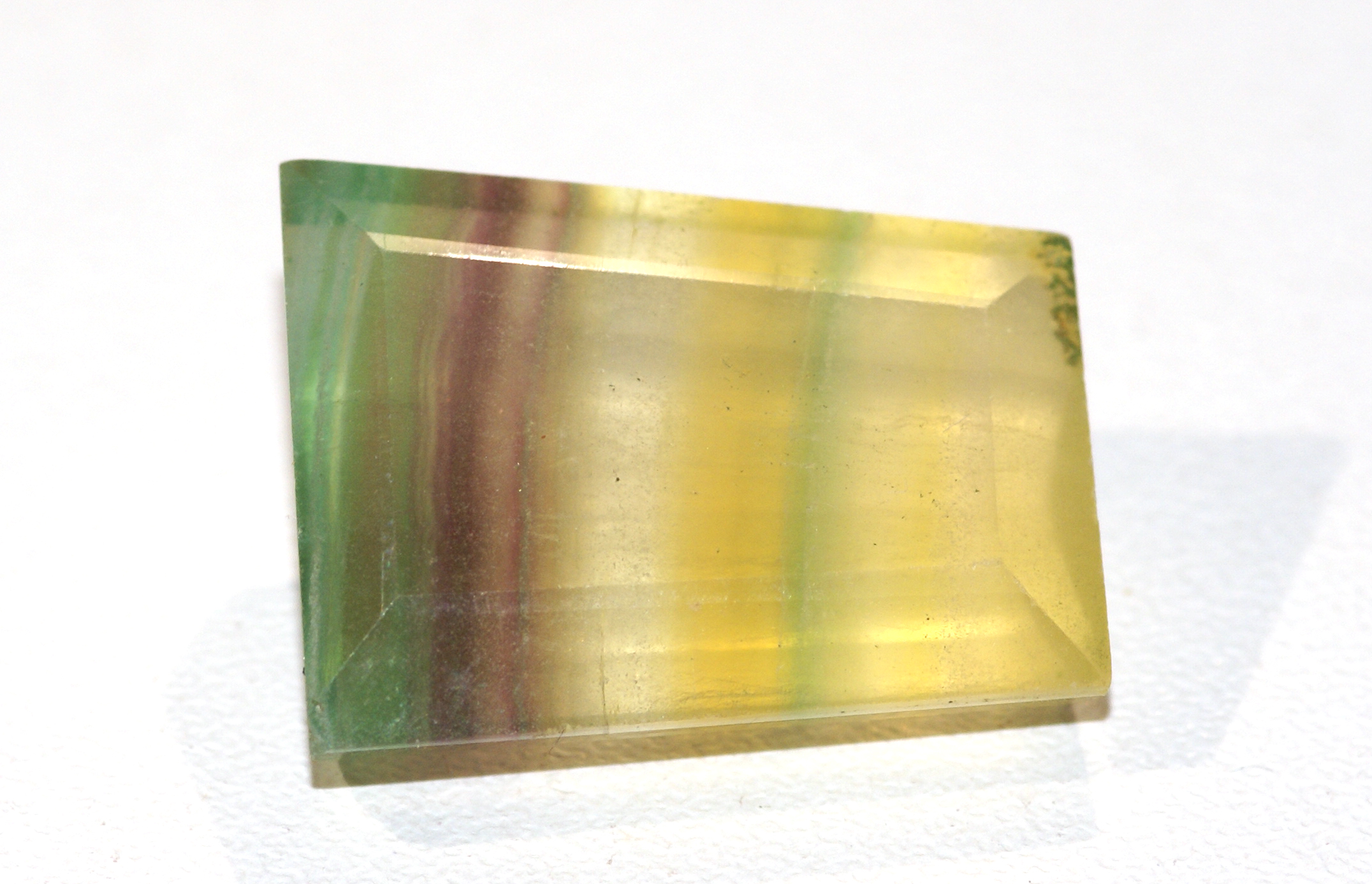
Fluorine taillée.